# Bathyphantes extricatus
Bathyphantes extricatus är en spindelart som först beskrevs av O. Pickard-Cambridge 1876.  Bathyphantes extricatus ingår i släktet Bathyphantes och familjen täckvävarspindlar.
Artens utbredningsområde är Egypten. Inga underarter finns listade.